# Луцій Нерацій Марцелл
Луцій Нерацій Марцелл (лат. Lucius Neratius Marcellus; ? — після 129) — державний діяч Римської імперії, консул-суффект 95 року, ординарний консул 129 року.

## Життєпис
Про місце та дату народження немає відомостей. Син Луція Нерація Пріска, консула-суффекта 87 року. Кар'єру розпочав військовим трибуном. У 73 році за часів імператора Веспасіана увійшов до сенату. У 95 році призначено консулом-суффектом замість ординарного консула імператора Доміціана, разом з іншим ординарним консулом того року Титом Флавієм Клементом. Тоді затоваришував з Плінієм Молодшим.

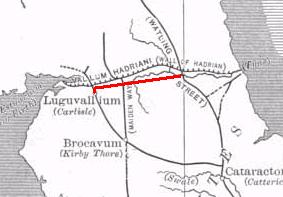
Кам'яна дорога

У 101–103 роках як імператорський легат—пропретор керував провінцією Британія. Під час своєї каденції придушив заворушення на півночі острова та наказав відновити так звану кам'яну дорогу (військова римська дорога, яка була оточена низкою фортець) від Корстопітума (сучасний Кобрідж) до Лугуваліума (сучасний Карлайл).
По поверненню увійшов до колегії квіндецемвірів. У 111–112 роках як проконсул керував провінцією Африка. У 129 році став ординарним консулом разом з Публієм Ювенцієм Цельсом Молодшим. Подальша доля невідома.

## Родина
Дружина — Кореллія Гіспула, донька Квінта Кореллія Руфа, консула-суффекта 78 року
Діти:
- Луцій Кореллій Нерацій Панса, консул 122 року